# Korpen (stjärnbild)
För andra betydelser, se Korp (olika betydelser)
Korpen (Corvus på latin) är en liten stjärnbild på södra stjärnhimlen, med bara elva stjärnor som är synliga för blotta ögat. Konstellationen är en av de 88 moderna stjärnbilderna som erkänns av den Internationella Astronomiska Unionen.

## Historik
Korpen var en av de 48 konstellationerna som listades av den antike astronomen Ptolemaios i hans samlingsverk Almagest. 

## Mytologi
Enligt den grekiska mytologin så skickade Apollon korpen hämta vatten med en bägare, men korpen stannade för att äta fikon. Instället för att berätta sanningen så ljög korpen att ormen hade hindrat honom från att nå vattnet, och så höll han en orm i sin näbb som bevis. Apollon förstod att det var en lögn och kastade upp korpen, bägaren och ormen på stjärnhimlen. Dessutom straffade han den lögnaktiga fågeln extra genom att se till att bägaren skulle vara utom räckhåll.

## Stjärnor

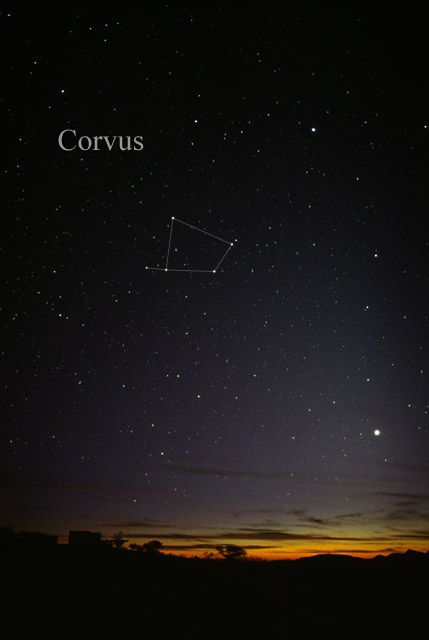
Stjärnbilden Korpen (Corvus) som den kan ses med blotta ögat.

Korpens huvudstjärnor framträder starkt mot sina ljussvaga grannar i omgivande stjärnbilder. De fyra starkaste, Delta, Gamma, Epsilon och Beta Corvi bildar en asterism där Gamma och Delta Corvi pekar på Spica i Jungfruns stjärnbild. 
- γ - Gamma Corvi (Gienah) är ljusstarkast och har magnitud 2,59. Dess namn kommer från arabiskans uttryck ”al-janāħ al-ghirāb al-yaman” som betyder “kråkans högra vinge”.
- β - Beta Corvi (Kraz) är en gulvit jättestjärna som varierar i ljusstyrka 2,60 – 2,66.
- δ - Delta Corvi (Algorab) har magnitud 3,1. Dess egennamn kommer från arabiska ”al-ghuraab” som betyder “kråka”.
- ε - Epsilon Corvi (Minkar) har magnitud 3,02. Dess egennamn kommer från arabiska ” almánxar” som betyder “kråkans näsborre”.
- α - Alfa Corvi (Alchiba) är endast den femte stjärnan i ljusstyrka, trots sin Bayer-beteckning. Den har magnitud 4,02. Den är därmed tredje svagaste stjärnan med alfa-beteckning, bara ljusstarkare än Alkes (Alfa Crateris) i Bägaren och Alfecca Meridiana (Alpha Coronae Australis) i Södra kronan.
- η - Eta Corvi är en dvärgstjärna i huvudserien med magnitude 4,31.

## Djuprymdsobjekt

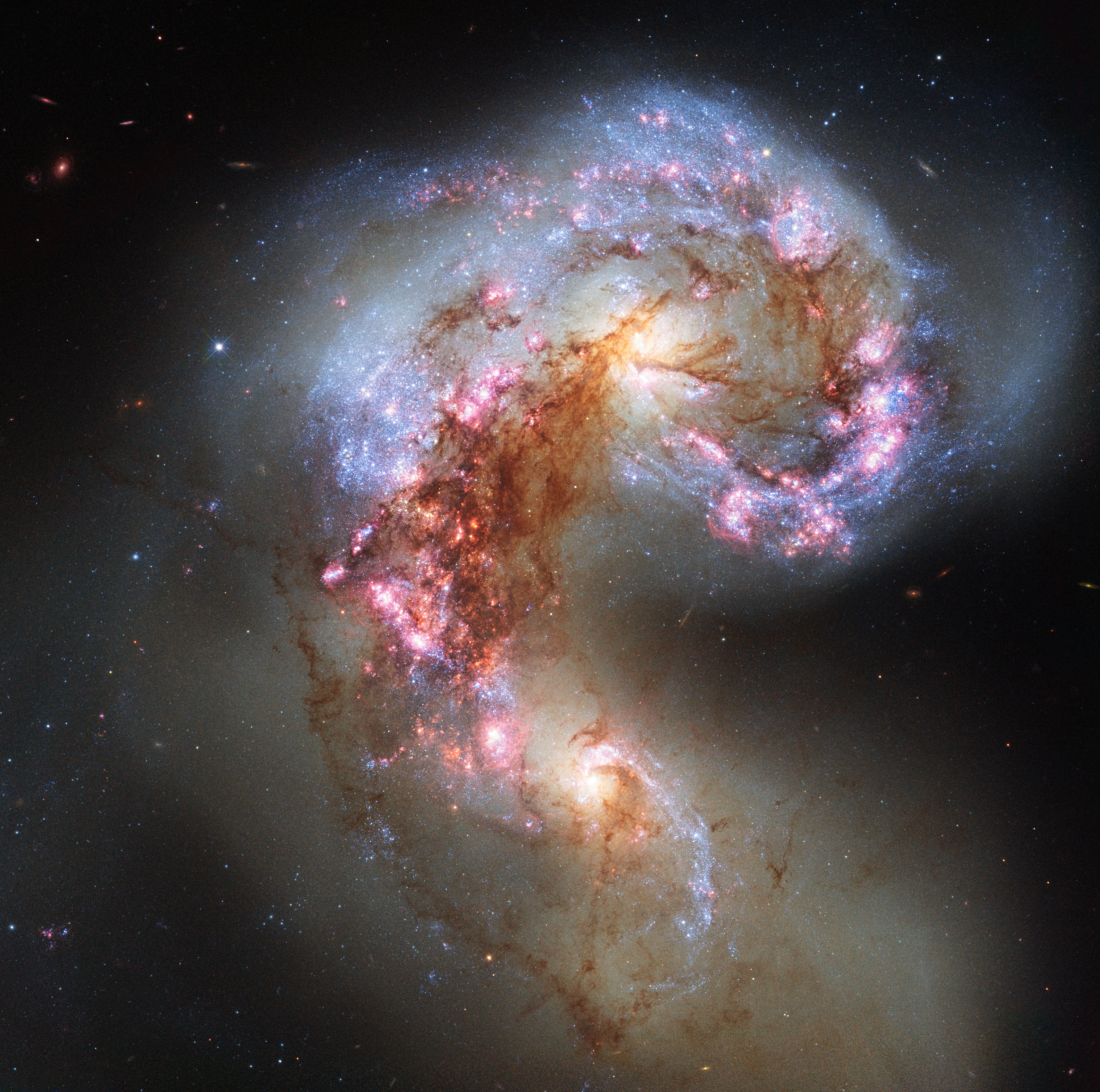
Antenngalaxen: NGC 4038 till vänster och NGC 4039 till höger.

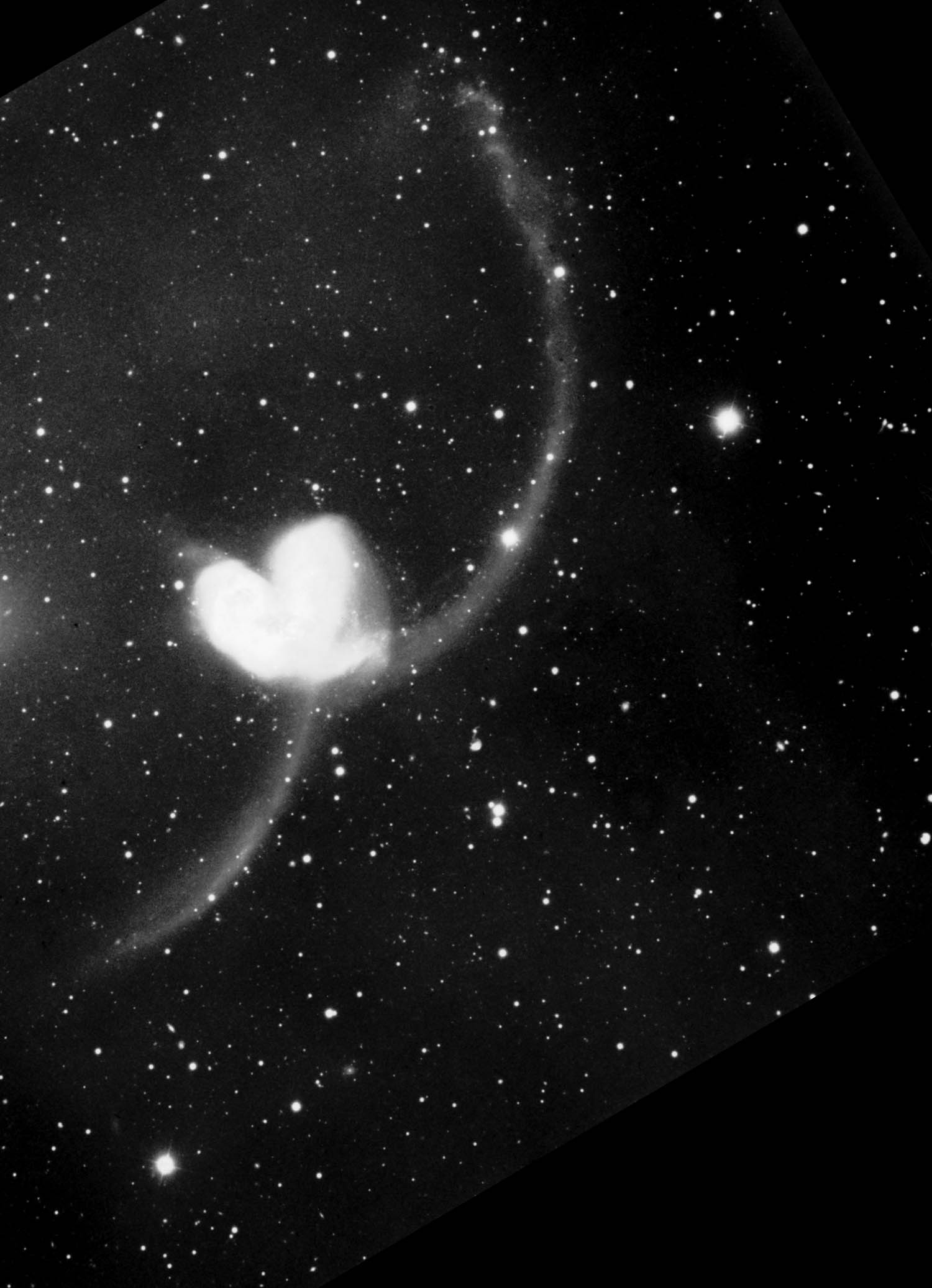
Svarvitt fotografi av Antenngalaxerna.

Det finns inga Messier-objekt i Korpen.

### Galaxer
- NGC 4027 (Arp 22) är en spiralgalax.
- Antenngalaxerna är ett galaxpar som interagerar. De har beteckningarna NGC 4038 (Caldwell 60) och NGC 4039 (Caldwell 61). Två supernovautbrott har observerats på senare år: SN 2004gt och SN 2007sr.

### Nebulosor
- NGC 4361 är en planetarisk nebulosa som omger en stjärna av 13:e magnituden.